# Claire Dickstein-Bernard
Claire Dickstein-Bernard (6 oktober 1933 – 22 mei 2020) was een Belgisch historica en archivaris.

## Loopbaan
Dickstein-Bernard doctoreerde aan de Université Libre de Bruxelles met een proefschrift over de laatmiddeleeuwse financiën van de stad Brussel. Ondanks de teloorgang van het stedelijk archief in het bombardement van 1695, toonde ze aan dat er nog diverse stadsrekeningen bestonden en dat deze in combinatie met andere bronnen voldoende materiaal opleverden om inzicht te geven in de inkomsten en het beheer van Brussel in de periode 1334-1467.
Na haar doctoraatsonderzoek ging Dickstein-Bernard aan de slag bij het Archief van de Stad Brussel. Ze stapte in 1973 over naar de Commissie van Openbare Onderstand om er archivaris-conservator te worden. In die functie zorgde ze voor een betere ontsluiting van het kunstpatrimonium van het OCMW-museum. Daarnaast was ze actief in de Société royale d'archéologie de Bruxelles en in de Belgische vereniging voor de geschiedenis van de hospitalen. Grote thema's in haar publicaties waren armoedebeleid en medische geschiedenis.
Ter gelegenheid van haar pensioen in 1998 kreeg ze een album amicorum aangeboden. Ook daarna ging ze door met publiceren. Ze was mede-auteur van een boek over ziekenhuisarchitectuur dat werd onderscheiden door de Société française d'Histoire des Hôpitaux.

## Publicaties (selectie)
- La gestion financière d'une capitale à ses débuts: Bruxelles 1334-1467, 1977
- De verzamelingen van het OCMW Brussel, 1994
- Van monumentaal tot functioneel. De architectuur van de Brusselse openbare ziekenhuizen, 2005 (met David Guilardian, Astrid Lelarge en Judith Le Maire)

## Voetnoten
1. ↑  Bram Vannieuwenhuyze, "Enkele onbekende uittreksels uit de Brusselse stadsrekeningen over werken aan de tweede stadsversterking en aan de waterlopen (Brusselse bronnen, dl. V)" in: Eigen Schoon en De Brabander, 2021, nr. 4, p. 429-430

- Bibliothèque nationale de France: cb12507583w (data)
- Gemeinsame Normdatei: 128609680
- International Standard Name Identifier: 0000 0000 3204 4455
- Library of Congress Control Number: n95065439
- Nederlandse Thesaurus van Auteursnamen: 129090565
- Système universitaire de documentation: 034307702
- Virtual International Authority File: 71497688